# Ferdinand Coly
Ferdinand Alexandre Coly (Dakar, 1973. szeptember 10. – ) szenegáli válogatott labdarúgó. 

## Pályafutása

### Klubcsapatban
Dakarban született, 7 éves korában költözött Franciaországba. 1993-ban a FC Libourne csapatában kezdte a pályafutását. 1994 és 1996 között a Poitiers FC, 1996 és 1999 között a Châteauroux, 1999 és 2003 között a Lens játékosa volt. 2002-ben kis időre kölcsönadták a Birmingham Citynek, de mindössze csak egy mérkőzésen lépett pályára. 2003-ban Olaszországba szerződött a Perugia együtteséhez, ahol két évig játszott. 2005 és 2008 között a Parmát erősítette. 

### A válogatottban
2000 és 2007 között 34 alkalommal szerepelt az szenegáli válogatottban. Részt vett a 2004-es és a 2006-os afrikai nemzetek kupáján, mellette tagja volt a 2002-es afrikai nemzetek kupáján ezüstérmet szerzett válogatott keretének és részt vett a 2002-es világbajnokságon is.

## Sikerei, díjai
Szenegál
- Afrikai nemzetek kupája döntős (1): 2002